# Большое Урагубское
Большое Урагубское (также Большое Ура-Губское) — проточное озеро на Мурманском берегу Кольского полуострова, в левобережье Урагубы. Расположено на территории городского округа ЗАТО город Заозёрск Мурманской области. Озеро относится к бассейну Баренцева моря.
Площадь зеркала — 8,94 км² (по другим данным — 8,97км²). Высота над уровнем моря — 85,2 м. Длина озера между крайними точками с юго-запада на северо-восток составляет около 5,35 км, ширина достигает 2,73 км. Максимальная глубина 28 м при средней глубина 12 м. Площадь водосборной поверхности — 70,6 км². Водородный показатель pH составляет в среднем 6,68. Общая средняя минерализация воды — 20,1 мг/л.
Имеет неправильную лопастную форму, береговая линия изрезана, особенно на севере. Впадает несколько ручьёв без названия, по которым стекают озёра Пасчаное, Круглое, Первый, Второй и Третий Брат. На востоке вытекает река Урица, впадающая в Урагубу Баренцева моря. Четыре некрупных острова у западного и северо-восточного берега. В прибрежной зоне встречаются валуны и отмели. На мелководье дно песчаное, галечное и каменистое. На глубине более 20 м преобладает илистый характер дна. Берега высокие, каменистые, покрыты тундровой растительностью и кустарником, редко заболочены. 
У южного берега автодорога проходит на Заозёрск. Для посёлка Видяево, расположенного в 4 км к востоку. озеро является источником водоснабжения.
Код водного объекта в государственном водном реестре — 02010000611101000001118.